# ホールデン・コールフィールド
ホールデン・コールフィールド （Holden Caulfield）はアメリカの作家、J・D・サリンジャーによる1951年の小説『ライ麦畑でつかまえて』の主人公である。独特の言い回しと少年らしい潔癖さやデリケートな感性、また弱者に対する優しさなど、発表から半世紀以上経った現在も色褪せることなく読み継がれる主人公のひとりである。

## 短編作品におけるホールデン
ホールデンが初めて描かれたのは、1941年に執筆された短編、「マディソン街はずれの小さな反抗」である。本作ではホールデンはニューヨークのティーンエイジャーであり、ガールフレンドのサリーとの会話やデートのシーンはそのまま『ライ麦畑でつかまえて』の元になっている。『ザ・ニューヨーカー』に掲載される予定だったが、真珠湾攻撃による太平洋戦争の勃発という時勢に若者の「反乱」の物語はそぐわないとされ掲載は延期、終戦後の1946年12月21日に同誌で発表された。
1945年12月22日に『コリヤーズ』誌に掲載された短編「気ちがいのぼく」も、『ライ麦畑でつかまえて』の原型となる作品であり、スペンサー先生との会話の後、自宅に帰って妹達とやりとりしたのち就寝するホールデンが描かれる。